# Bagrat II de Taron
Bagrat II de Taron va ser el darrer governant independent del la regió del sud d'Armènia anomenada Taron des de circa l'any 923 o potser el 926 fins a la seva mort cap al 940.
Bagrat era fill legítim de Gregori I de Taron i germanastre d'Asoci III de Taron. La família era una branca de la dinastia Bagràtida. Poc se sap sobre la seva vida de joventut, però en tot cas es va evitar enviar-lo com a ostatge a Constantinoble cap a l'any 901, quan hi va ser enviat el seu germanastre Asoci (III) que era un fill bastard reconegut. No consta que portés cap títol romà d'Orient. Després que Gregori I va morir, en algun moment entre 923 i 936, Bagrat era l'hereu legítim però va assolir el govern junt amb el seu germà Asoci III. El seu poder es va limitar només a una part de Taron, ja que l'altra meitat va ser controlada pel seu cosí Tornikes (Tornik), el fill del seu oncle Abu Ghanim (conegut pel seu nom armeni Apoganem), que tenia el títol de patrici. Una lluita va esclatar entre els cosins, forçant Tornik a entregar voluntàriament les seves terres a l'emperador romà d'Orient, Romà I Lecapè (que va regnar del 920 al 944). Quan Tornik va morir, Romà Lecapè va enviar delegats per prendre possessió dels territoris promesos, però Bagrat II i Asoci III van poder persuadir l'emperador per deixar-los-hi les terres de Tornik a canvi de la fortalesa d'Ulnutín (Ognut).
Cap a l'any 940 Bagrat II va morir i Asoci va regnar com a príncep únic de Taron.